# 104
104（一百零四）是103与105之间的自然数。

## 在数学中
- 第76個合數，正因數有1、2、4、8、13、26、52和104。前一個為102、下一個為105。
質因數分解為{\displaystyle 2^{3}\times 13}。
- 第24個過剩數，真因數和為106，盈度為2。前一個為102、下一個為108。
  - 第25個半完全數，和為本身的其中一組因數為1、 4、 8、 13、 26、 52。前一個為102、下一個為108。
  - 由於104不能被所有比它小的半完全數整除，因此是第5個本原半完全數。前一個為88、下一個為272。
- 第71個不尋常數，大於平方根的質因數為13。前一個為103、下一個為106。
- 第15個佩服數，相減後為本身的因數為1。前一個為102、下一個為114。
- 第64個十进制的奢侈數。前一個為102、下一個為108。
- Tau數，因為其因數數目（8）可整除自己（104/8=13）
- 半完全數，因為104存在6個因數總和等於本身（1 + 4 + 8 + 13 + 26 + 52 = 104）
  - 其真因數都為虧數。是第4個本原過剩數。前一個是88、後一個是272。
- 其相異質因數之和（2+13）與105的（3+5+7）一樣，組成魯斯·阿倫數對。
- 1/104 = 0.0096153846…（底線部份為循環單位共6位）

## 在科学中
- 鑪的原子序数[1]。
- M104：闊邊帽星系

## 在其它领域中
- 臺灣:中華電信查號台

縣市查號（同一區碼）（104）
- 日本:查號（104）
- 104人力銀行
- 圖-104，一款由 苏联圖波列夫公司於1950年代推出的飛機型號